# Puterea a cincea
În aritmetică și algebră, puterea a 5-a a unui număr n este rezultatul înmulțirii de cinci ori a lui n cu el însuși, adică:
{\displaystyle n^{5}=n\times n\times n\times n\times n.}
Valoarea puterii a cincea a unui număr se poate abține și prin înmulțirea numărului cu puterea a patra a sa, sau prin înmulțirea pătratului său cu cubul său.
Șirul valorilor puterii a cincea a numerelor naturale este:
0, 1, 32, 243, 1024, 3125, 7776, 16807, 32768, 59049, 100000, 161051, 248832, 371293, 537824, 759375, 1048576, 1419857, 1889568, 2476099, 3200000, 4084101, 5153632, 6436343, 7962624, 9765625, 11881376, 14348907, 17210368, 20511149, ...

## Proprietăți
În sistemul zecimal ultima cifră a unei puteri a cincea a unui număr este ultima cifră a numărului însuși (valabil și pentru numere fracționare).
Conform teoremei Abel–Ruffini, nu există o soluție generală care să fie exprimată prin radicali pentru ecuațiile polinomiale de gradul 5 sau mai mare. Gradul 5 este cel mai mic pentru care această afirmație este adevărată.
Împreună cu puterea a patra, puterea a cincea este una dintre cele două puteri k care pot fi exprimate ca o sumă de k–1 numere la puterea k, oferind contraexemple la conjectura lui Euler. Exemplu: (Lander & Parkin, 1966)
{\displaystyle 27^{5}+84^{5}+110^{5}+133^{5}=144^{5}.}